# Jan Krassowski
Jan Damascen Krassowski herbu Jastrzębiec (zm. 23 sierpnia (lub 2 września) 1827), duchowny greckokatolicki, ukończył kolegium jezuitów w Wilnie, mianowany 22 września 1809 greckokatolickim arcybiskupem połockim, wyświęcony na biskupa 10 stycznia 1811 przez arcybiskupa Grzegorza Kochanowicza, któremu asystowali Cyprian Odyniec i Jakub Ignacy Dederko. Przeniesiony na biskupa łucko- ostrogskiego w 1826.